# 1931年澳門
|        | 澳門歷史 \| 澳門歷史年表                                                                                                   |
| 世紀： | 19世紀澳門 \| 20世紀澳門 \| 21世紀澳門                                                                                     |
| 年代： | 1900年代澳門 \| 1910年代澳門 \| 1920年代澳門 \| 1930年代澳門 \| 1940年代澳門 \| 1950年代澳門 \| 1960年代澳門               |
| 年份： | 1927年澳門 \| 1928年澳門 \| 1929年澳門 \| 1930年澳門 \| 1931年澳門 \| 1932年澳門 \| 1933年澳門 \| 1934年澳門 \| 1935年澳門 |
| 紀年： | 辛未年（羊年）、澳門開埠378周年                                                                                            |

## 主要官員
- 澳督：巴波沙 → 柯維喇

## 大事時序
- 1月2日，澳督巴波沙任期屆滿，改由海軍軍官柯維喇接任。[1]
- 4月19日，暴風雨成災，多艘船艇沉沒，釀成百餘人溺斃慘劇。[2]
- 8月1日，懸掛十號風球。[3]
- 8月13日，二龍喉政府火藥庫發生大爆炸，方圓500米的房屋被炸毀，導致21死84傷[4]，死者包括中山縣財政局局長簡煥章。

- 9月16日，草堆街綢緞店倒塌，7死2傷。[5]
- 11月26日，位於提督馬路的賽狗場正式營業，署理澳督主持揭幕。[6]
- 11月28日，台山華德炮竹廠發生大火，造成女工11死3傷。[7]